# Baltasar (rei mago)
Baltasar foi, segundo a tradição católica, um dos Três Reis Magos que visitaram o Jesus após seu nascimento, oferecendo-lhe presentes.

## Tradições

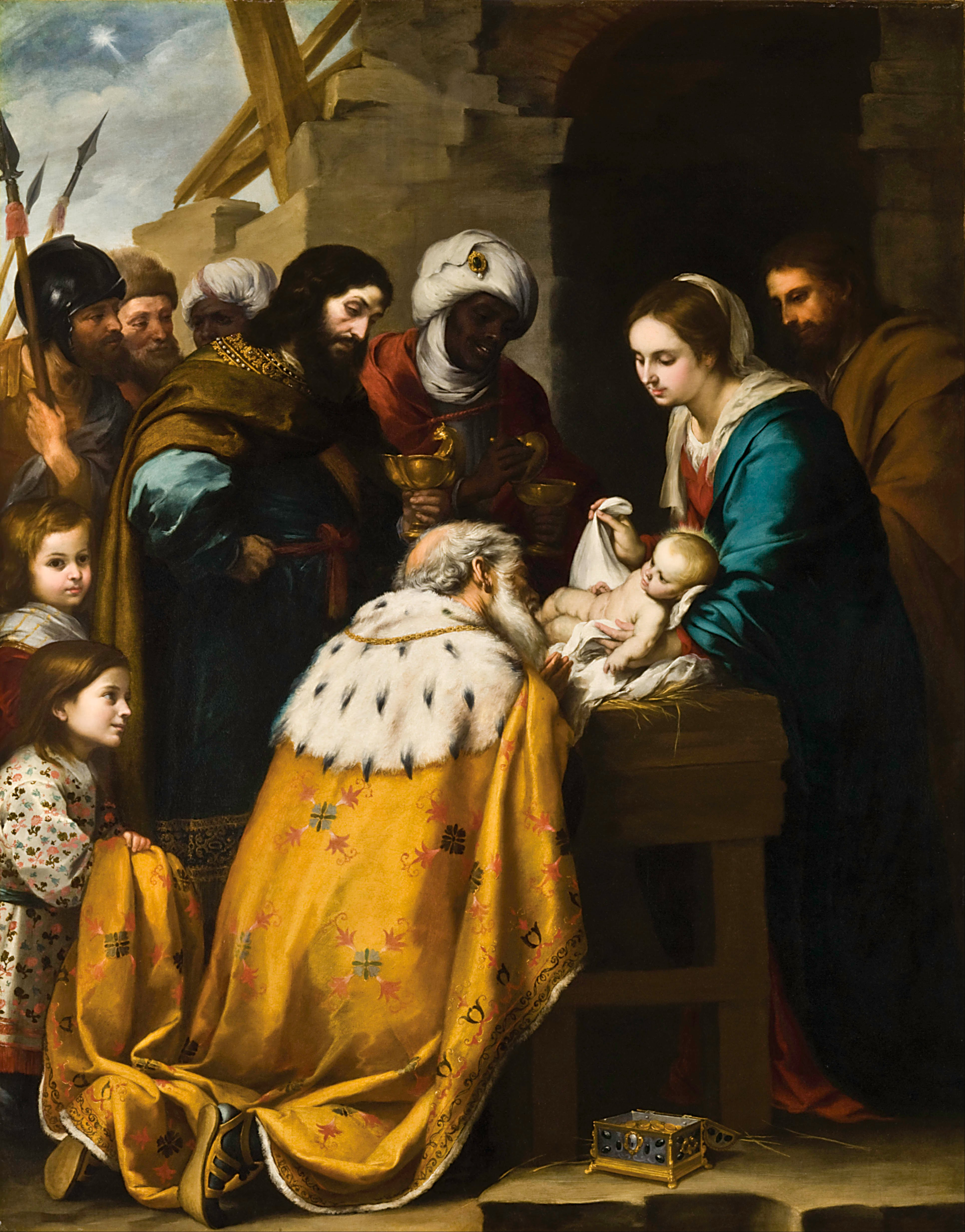
Adoração dos Magos (c. 1655) por Bartolomé Esteban Murillo, Museu de Arte de Toledo

O Evangelho de Mateus não indica os nomes dos magos ou quantos eram. Os nomes tradicionais são atribuídos a um manuscrito grego de 500 d.C. traduzido para o latim e comumente aceite como a fonte dos nomes. Neste manuscrito original, Baltasar é chamado "Bithisarea", que mais tarde se desenvolveu em Baltasar no cristianismo ocidental. Baltasar foi descrito no século XVIII por São Beda como sendo de "compleição negra, com uma barba pesada". A "mirra que ele segurava em suas mãos prefigurava a morte do Filho do homem".
Como parte dos magos, Baltasar seguiu a Estrela de Belém primeiro para o palácio de Herodes, que por sua vez os instruiu a voltar a ele quando encontrassem Jesus. Quando eles chegam na casa, os magos o adoraram e apresentam seus presentes. Baltasar oferece mirra, simbolizando a morte de um rei, sendo ela um item caro presente nos funerais reais. Após seu retorno ao seu próprio país, evitando o rei Herodes, supõe-se que Baltasar celebrou o natal com seus companheiros magos na Armênia no ano 54, vindo a falecer em 6 de janeiro do ano seguinte, com a idade de 112 anos.
Baltasar e Gaspar são personagens do romance Ben-Hur: Um Conto de Cristo e as várias adaptações cinematográficas do romance, que narra seus últimos anos.

## Veneração

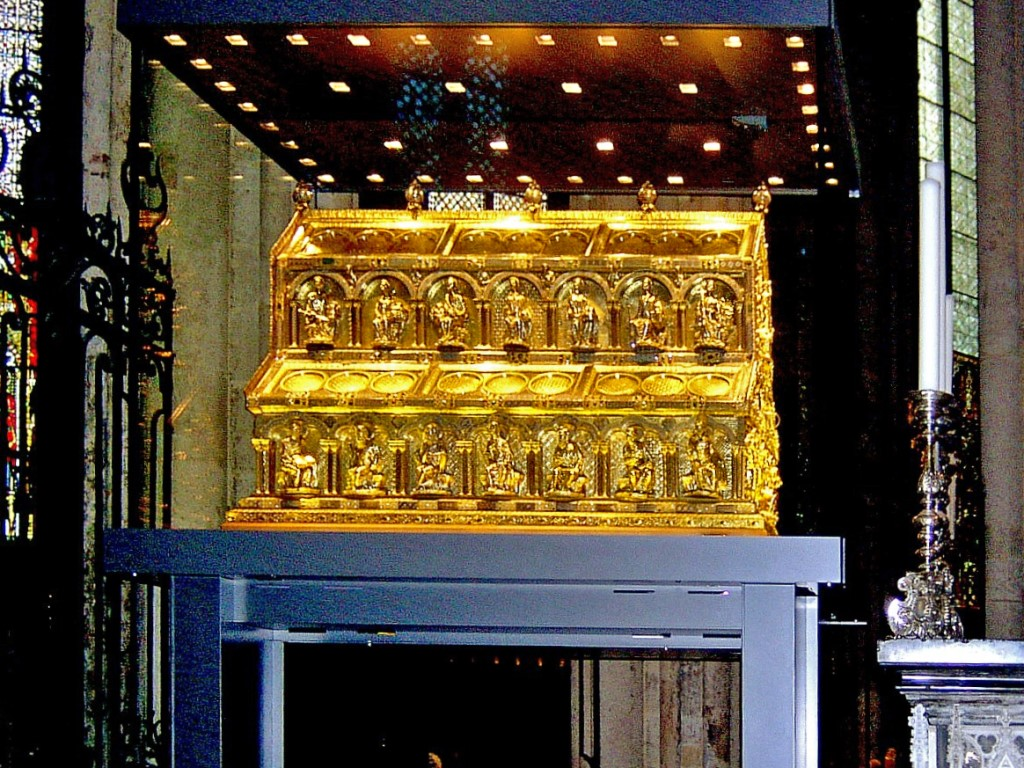
Relicário contendo os ossos dos magos na Catedral de Colônia, Alemanha

Baltasar, juntamente com os outros magos, está enterrado na Catedral de Colônia, na Alemanha, após suas relíquias terem sido transladas de Constantinopla pelo 
bispo Eustórgio I em 344 d.C. para Milão. Por fim, no ano 1164, o Imperador Frederico I do Sacro Império Romano-Germânico as levou para Colônia. Baltasar é comemorado na Epifania com seus companheiros e de modo único, dentro catolicismo popular, no dia 11 de janeiro.

## Controvérsias

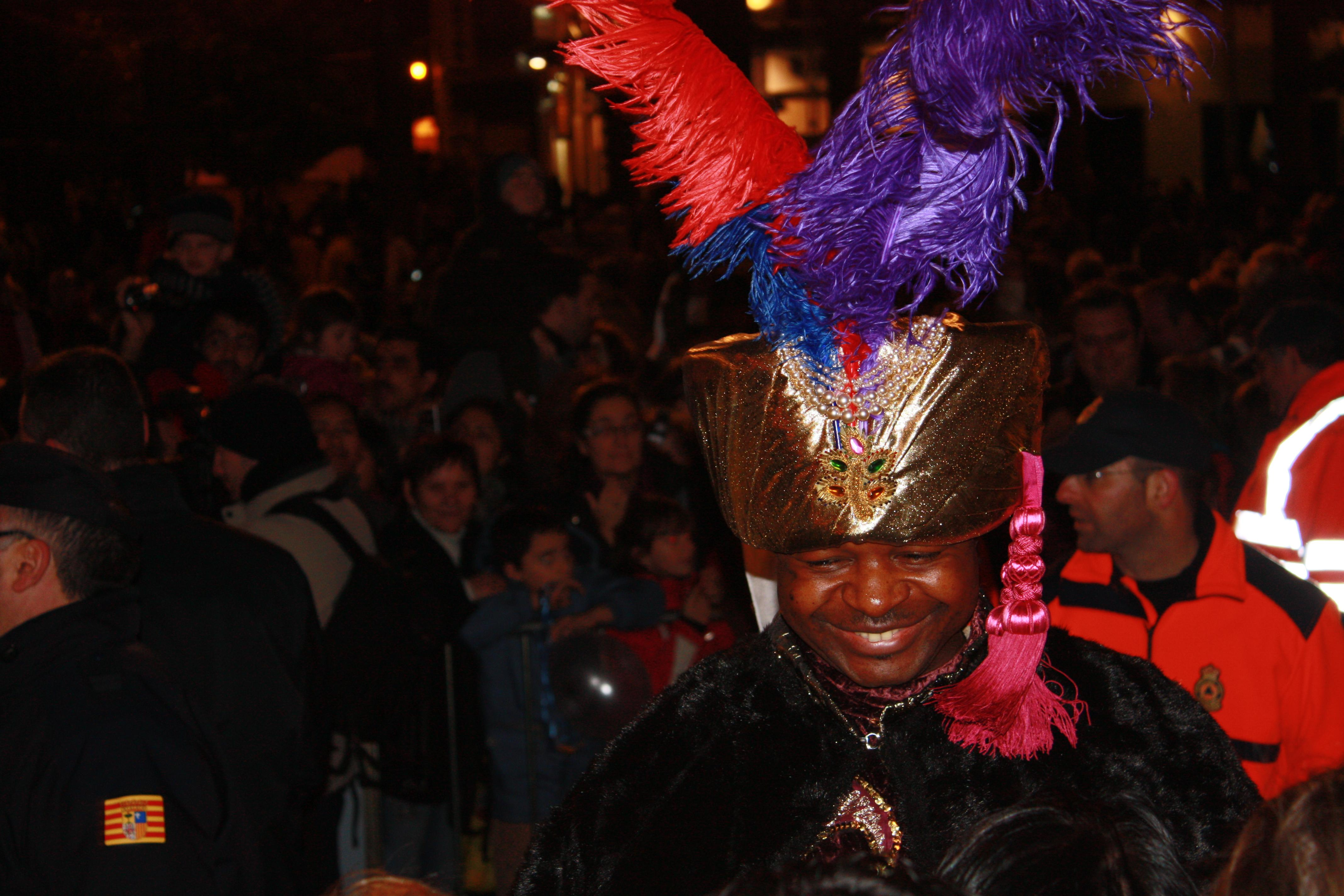
Um homem negro desfilando como Baltasar em Saragoça, Espanha, no natal de 2009

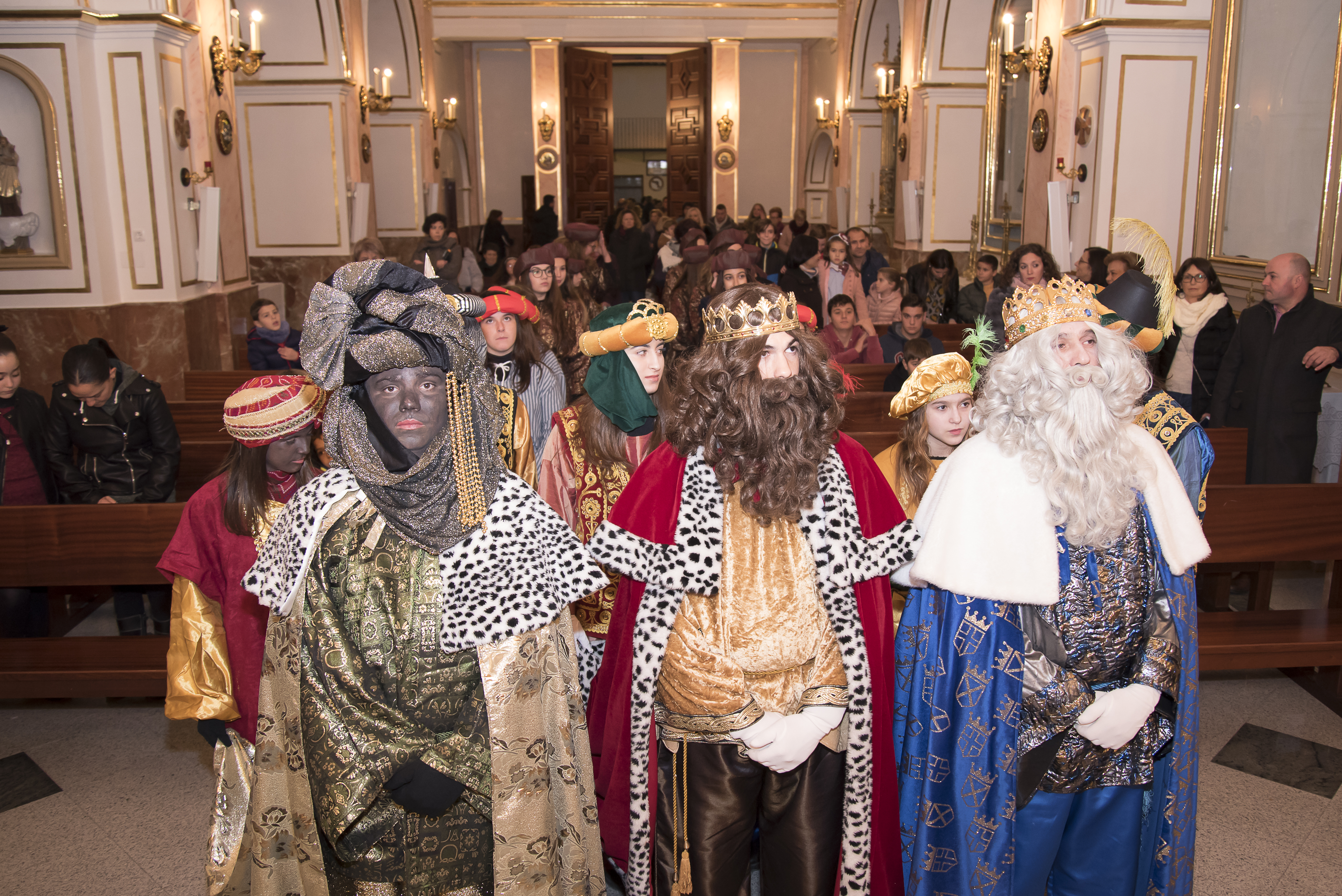
Encenação do encontro dos três magos em Massalfassar, no natal de 2019. Baltasar e seu servo são interpretados por brancos praticando blackface

Na Europa, Baltasar é muitas vezes retratado por uma pessoa utilizando a prática do blackface, seguindo as descrições de sua aparência feitas por São Beda. Em uma tradição que data da Idade Média, pessoas de pele escura foram descritas como portadoras de ouro. No século XXI, várias campanhas na Espanha levaram um negro a interpretar Baltasar em vez de uma pessoa de rosto pintado, contrariando a tradição de que os vereadores municipais desempenham o papel, uma vez que muitas pequenas cidades espanholas não tinham a presença de pessoas de origem subsaariana. Já que o rei Baltasar, em representações pictóricas tradicionais do final da Idade Média, é representado como uma pessoa negra (como um símbolo gráfico integrador ou cosmopolita, na tradição que os "sábios" ou "magos" que adoravam Jesus em Belém representavam os povos do mundo inteiro), adaptando-se a este ícone tradicional, motivou sua representação nas cavalgadas de Três Reis Magos por uma pessoa pintada de preto. Em muitas cidades espanholas esse costume continua, enquanto outros questionam a um proeminente morador de ascendência africana, por exemplo, um atleta de uma equipe esportiva local, para assumir esse papel nas cavalgadas.